# بینگ (اکلاهما)
بینگ(به انگلیسی: Byng) شهری در ایالت اکلاهما کشور ایالات متحده آمریکا است که جمعیت آن در سرشماری سال ۲۰۱۰ میلادی، ۱٬۱۷۵ نفر بوده‌است.